# Distrito de Weinfelden
El distrito de Weinfelden (en alemán Bezirk Weinfelden) es uno de los cinco nuevos distritos del cantón de Turgovia (Suiza). Tiene una superficie de 227,2 km².

## Geografía
El distrito de Weinfelden limita al norte con el distrito de Kreuzlingen, al este con Arbon (antiguamente Bischofszell), al sureste con San Galo (SG), al sur con Wil (SG), al suroeste con Münchwilen, y al oeste con Frauenfeld.

## Comunas
| Distrito de Weinfelden  | Distrito de Weinfelden | Distrito de Weinfelden |
| Comunas                 | Población (31.12.2014) | Superficie km²         |
| ----------------------- | ---------------------- | ---------------------- |
| Affeltrangen            | 2467                   | 14.44                  |
| Amlikon-Bissegg         | 1304                   | 14.4                   |
| Berg                    | 3282                   | 13.1                   |
| Birwinken               | 1349                   | 12.3                   |
| Bischofszell            | 5816                   | 11.7                   |
| Bürglen                 | 3598                   | 11.7                   |
| Bussnang                | 2222                   | 19.0                   |
| Erlen                   | 3512                   | 12.2                   |
| Hauptwil-Gottshaus      | 1919                   | 12.5                   |
| Hohentannen             | 619                    | 8.0                    |
| Kradolf-Schönenberg     | 3532                   | 10.9                   |
| Märstetten              | 2752                   | 9.9                    |
| Schönholzerswilen       | 803                    | 10.94                  |
| Sulgen                  | 3663                   | 9.1                    |
| Weinfelden              | 11 039                 | 15.5                   |
| Wigoltingen             | 2335                   | 17.2                   |
| Wuppenau                | 1126                   | 12.15                  |
| Zihlschlacht-Sitterdorf | 2231                   | 12.2                   |
| Total (18)              | 53 569}}               | 227.2                  |

### Reforma
Desde el 1 de enero de 2011 con la entrada en vigor de la nueva reforma territorial del cantón de Turgovia, el distrito fue agrandado de la siguiente forma:
- Bischofszell, Erlen, Hauptwil-Gottshaus, Hohentannen, Kradolf-Schönenberg, Sulgen y Zihlschlacht-Sitterdorf (del extinto distrito de Bischofszell).
- Affeltrangen, Schönholzerswilen y Wuppenau (del distrito de Münchwilen).

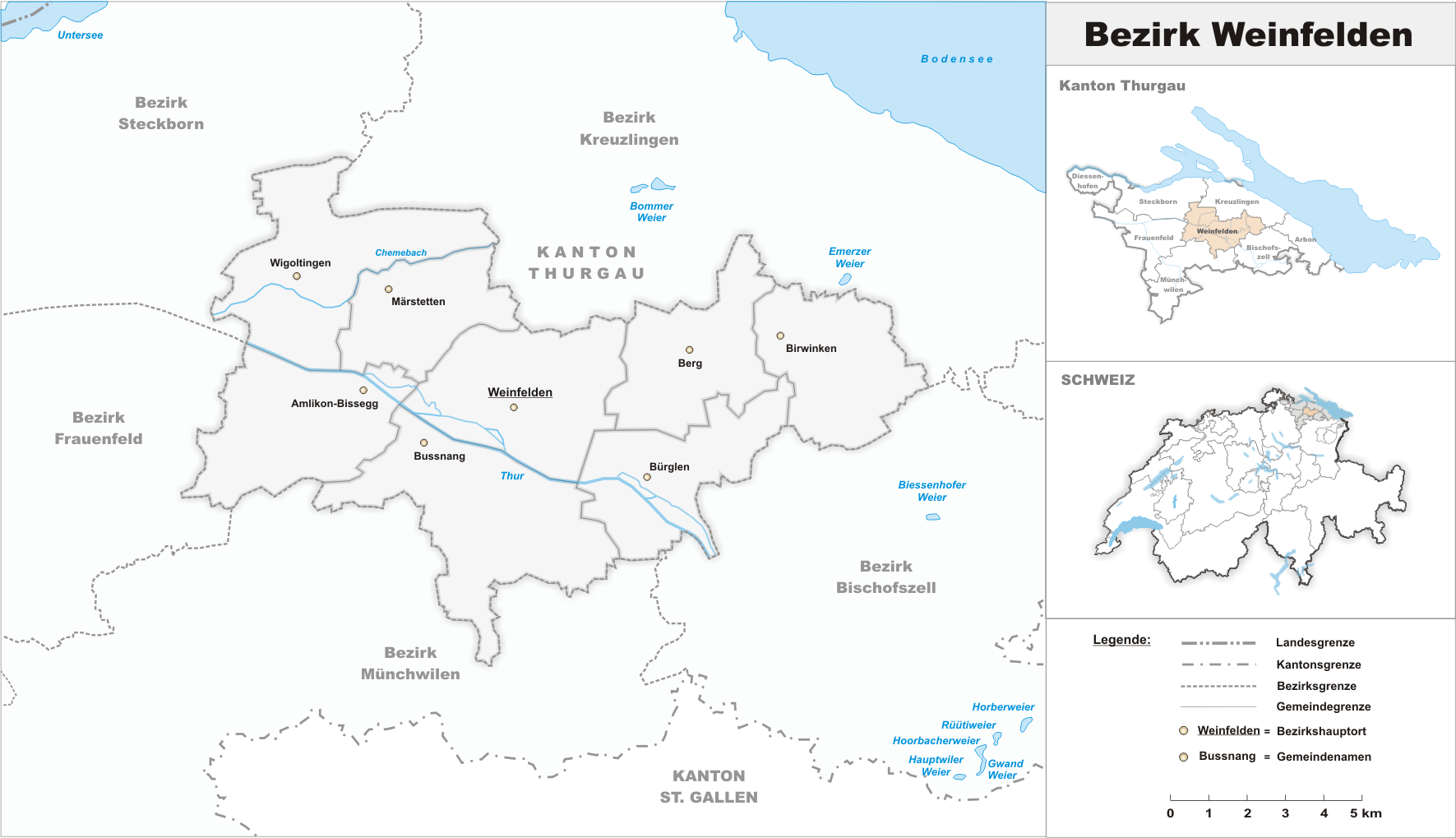
Distrito de Weinfelden hasta 2010.